# Rio Ouro Preto (vattendrag i Brasilien)
Rio Ouro Preto är ett vattendrag i Brasilien.   Det ligger i delstaten Acre, i den västra delen av landet, 2 800 km väster om huvudstaden Brasília.
I omgivningarna runt Rio Ouro Preto växer i huvudsak städsegrön lövskog. Trakten runt Rio Ouro Preto är nära nog obefolkad, med mindre än två invånare per kvadratkilometer.